# 小行星4857
小行星4857（4857 Altgamia）是一颗绕太阳运转的小行星，为主小行星带小行星。该小行星于1984年3月29日发现。

## 轨道参数
小行星4857的轨道半长轴为2.3552552 UA，离心率为0.231。